# Tataresd (Alváca község)
Tataresd románul: Tătărăștii de Criș falu Romániában, Erdélyben, Hunyad megyében. Közsigazgatásilag Alváca községhez tartozik.
1850-ben 207, 1880-ban 209, 1900-ban 252, 1930-ban 323, 1941-ben 329, 1966-ban 244, 1992-ben 191, 2002-ben 154 lakosa volt, túlnyomó többségük román.
Szent Miklósnak szentelt ortodox temploma 1934-ben épült.